# Chama congregata

Linker klep

Chama congregata is een tweekleppigensoort uit de familie van de Chamidae. De wetenschappelijke naam van de soort is voor het eerst geldig gepubliceerd in 1833 door Conrad.